# Alberto Fudžimori
Alberto Kenya Fudžimori Inomoto, perujski politik in inženir, * 28. julij 1938, Lima, Peru, † 11. september 2024, Lima, Peru.
Fudžimori je bil predsednik Republike Peruja. Leta 1990 je bil izvoljen za predsednika. Z dobrim programom je postavil na noge gospodarstvo, zmanjšal je inflacijo na 20 % in po 10 letih končal svoj mandat. Peru je doživel pomemben gospodarski napredek.
Kljub temu, da je imel predsednik večjo avtonomijo glede ukrepov, je gospodarska kriza v poznih 1990-ih in korupcijo ustvarila veliko nazadovoljstvo, ki je pripeljalo do njegovega padca leta 2000.
Kot Perujec japonskega porekla se je Fudžimori zatekel na Japonsko, ko so ga leta 2000 obtožili korupcije. Ob prihodu na Japonsko je po faksu poskušal odstopiti s predsedniškega položaja, vendar je kongres zavrnil njegov odstop in ga namesto tega odstavil s položaja s postopkom obtožbe z 62 proti 9 glasovi. Fudžimori, ki so ga v Peruju iskali zaradi korupcije in zlorabe človekovih pravic, je do aretacije med obiskom Čila novembra 2005 ostal v samoizgnanstvu. Peruju je bil 22. septembra 2007 izročen zaradi kazenskih obtožb. Decembra 2007 je bil obsojen zaradi odreditve nezakonite preiskave in zasega ter obsojen na šest let zapora. Vrhovno sodišče je po njegovi pritožbi odločitev potrdilo. Aprila 2009 je bil obsojen zaradi kršitev človekovih pravic in obsojen na 25 let zapora zaradi njegove vloge pri ugrabitvah in umorih s strani odreda smrti Grupo Colina med bojem njegove vlade proti levičarskim gverilcem v devetdesetih letih. Sodba, ki jo je izrekel senat treh sodnikov, je bila prvi primer, da je bil izvoljeni voditelj države izročen svoji domovini, sojen in obsojen zaradi kršitev človekovih pravic. Fudžimori je bil v ločenem procesu spoznan še za krivega umora, telesnih poškodb in dveh primerov ugrabitve.
Julija 2009 je bil Fudžimori obsojen na sedem let in pol zapora zaradi poneverbe, potem ko je priznal, da je svojemu vodji obveščevalne službe Vladimiru Montesinosu dal 15 milijonov dolarjev iz perujske zakladnice. Dva meseca pozneje je v četrtem sojenju priznal krivdo za podkupovanje in prejel dodatno šestletno zaporno kazen. Transparency International je menila, da je vsota denarja, ki ga je poneveril Fudžimori, sedma največja za voditelja vlade, dejavnega v obdobju 1984–2004. Po perujski zakonodaji morajo vse kazni teči sočasno; tako je skupna dolžina zaporne kazni ostala 25 let.
Decembra 2017 je predsednik Pedro Pablo Kuczynski 79-letnega Fudžimorija humanitarno pomilostil. Perujsko vrhovno sodišče je 3. oktobra 2018 razveljavilo pomilostitev in Fudžimori je bil vrnjen v zapor. 23. januarja 2019 so Fudžimorija poslali nazaj v zapor, da dokonča svojo kazen, njegova pomilostitev pa je bila uradno razveljavljena tri tedne pozneje, 13. februarja 2019. Ustavno sodišče Peruja je v sodbi 4 proti 3 odobrilo izpustitev Fudžimorija 17. marca 2022. Razsodba je bila sprejeta brez upoštevanja priporočila Medameriškega sodišča za človekove pravice, ki je kritiziralo kontroverzno pomilostitev Fudžimorija. Izpuščen je bil decembra 2023, devet mesecev, preden je umrl za rakom.